# Kristian Larsen
Niels Kristian Ferdinand Larsen (Bjergsted, 1895. február 2. – Ubby, 1972. június 19.) olimpiai ezüstérmes dán tornász.
Az 1920. évi nyári olimpiai játékokon indult tornában és a svéd rendszerű csapat összetettben ezüstérmes lett.
Klubcsapata a DDS&G's Hold volt.